# Zhil’naya Mountain
Der Zhil’naya Mountain (russisch Гора Жильная Gora Schilnaja, deutsch ‚Verzweigungsberg‘) ist ein 2560 m hoher Berg im ostantarktischen Königin-Maud-Land. Er ragt im Zentrum der Svarthausane der Südlichen Petermannkette im Wohlthatmassiv auf.
Entdeckt und anhand von Luftaufnahmen kartiert wurde der Berg bei der Deutschen Antarktischen Expedition 1938/39 unter der Leitung des Polarforschers Alfred Ritscher. Eine erneute Kartierung anhand von Luftaufnahmen und Vermessungen erfolgte bei der Dritten Norwegischen Antarktisexpedition (1956–1960). Die deskriptive Benennung geht auf eine sowjetische Antarktisexpedition der Jahre 1960 bis 1961 zurück, die 1970 vom Advisory Committee on Antarctic Names in die transkribierte Form übertragen wurde. In Norwegen heißt der Berg Žil’najatoppen.